# Ghiyasuddin Balban

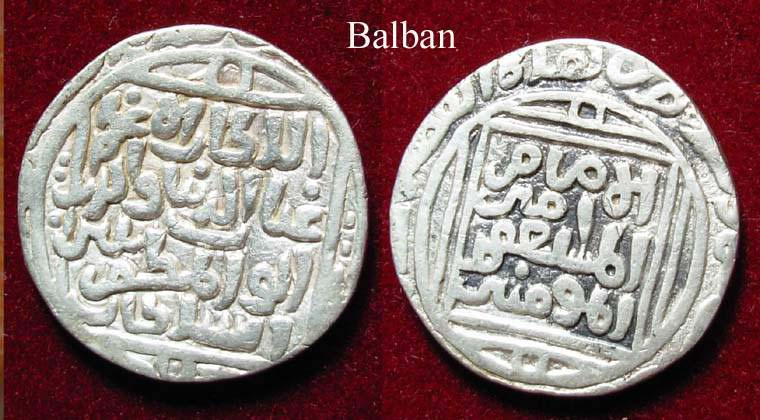
Zilveren munt van Ghiyasuddin Balban.

Ghiyasuddin Balban (Perzisch: غیاث الدین بلبن; leefde ±1205 - 1287) was sultan van Delhi tussen 1266 en 1287. Hij was de negende sultan uit de Slavendynastie.
Balban was een Turkse slaaf die in 1232 in Ghazni werd verkocht aan het hof van sultan Iltutmish. Daarna klom hij in de bestuurlijke elite op tot hij onder sultan Nasiruddin Mahmud leider was van de chalissa, de machtige raad van bestuur van het rijk. Hij trouwde Nasiruddin Mahmuds dochter en werd na de dood van de sultan diens opvolger.
Balban regeerde met ijzeren hand en had een groot netwerk van spionnen waarmee hij in de gaten hield wat speelde in zijn rijk. Hij wist de macht van de chalissa te breken.
Bij zijn dood in 1287 volgde zijn kleinzoon Muizuddin Qaiqabad hem op.